# Pyrausta apicalis
Pyrausta apicalis là một loài bướm đêm trong họ Crambidae.